# Daniel Levy
Daniel Levy (n. en Buenos Aires, Argentina, en 1947) es un pianista clásico. Además de ser un músico de fama internacional, Levy también es escritor y educador.

## Comienzos
Daniel Levy comenzó a tocar el piano a los seis años y recibió una educación musical bajo la guía de Ana Gelber y Vicente Scaramuzza, entre cuyos alumnos se encuentran Martha Argerich y Bruno Gelber. Realiza su debut a la edad de dieciséis años, interpretando obras de Bach, Chopin y Schumann. En el año 1967 ganó el concurso para piano de las Juventudes Musicales y en el año 1969 obtuvo el 1.er premio del concurso de piano del Mozarteum Argentino.

## Carrera profesional
Durante 43 años de su carrera, Levy ha realizado numerosas grabaciones, con un catálogo de más de 50 CD para los sellos Nimbus Records, Edelweiss Emission y Syntony. Su carrera discográfica incluye importantes colaboraciones con artistas como Dietrich Fischer-Dieskau, la Orquesta Philharmonia, Wolfgang Holzmair y Franco Maggio Ormezowski, entre otros.
Levy ha realizado conciertos en algunas de las más importantes salas de conciertos, incluyendo, entre otras, la Royal Festival Hall (Londres), el Teatro Colón (Buenos Aires) y el Teatro La Fenice (Venecia).
Sus interpretaciones han sido elogiadas por su “encantador, tono cristalino” (Bernard Jacobson, Fanfare Magazine) y Ian Lace (Fanfare Magazine) lo considera “un músico sensible pero que se sabe imponer, profundamente dedicado a su arte”.

## Otras actividades
Daniel Levy es autor de los libros Eufonía – El Sonido de la Vida (Cassiopeia, 1986), Belleza Eterna (Cassiopeia, 1988) y Ecos del Viento (Editorial Dunken, 2007).
El libro Eufonía – El Sonido de la Vida es actualmente utilizado como texto principal del proyecto Euphony - Implementing Teacher Knowledge (2005-2007), como parte del programa Sócrates Grundtvig I de la Unión Europea. Daniel Levy es además tutor principal de este programa. Su última producción literaria Ecos del Viento es una novela introspectiva, acompañada por un CD con piezas clásicas seleccionadas por el mismo autor.
Daniel Levy es fundador de la Academia Internacional de Eufonía, una organización dedicada al estudio del sonido y sus efectos en la psique humana.

## Discografía

### Grabaciones Edelweiss Emission
- Brahms: Variaciones sobre un tema de Robert Schumann Op. 9, Tres intermezzi Op. 117, 6 Klavierstücke Op. 118
- Brahms: Sonatas para violín y piano. Con N. Chumachenco – violín
- Schumann: Obras completas para piano Vol. 1. Papillons Op. 2, Impromptu sobre un tema de Clara Wieck Op. 5, Fantasía en do mayor
- Schumann: Obras completas para piano Vol. 2. 3 Romanzen op. 28, Allegro op. 8, Sonata para piano n.º 1 op. 11
- Schumann: Música de cámara con piano. Violinsonaten Op. 105 y 121, Märchenerzählungen Op. 132, Drei Romanzen Op. 94; Adagio y allegro Op. 70, Fantasiestücke Op. 73, Märchenbilder Op. 113. Con N. Chumachenco violín, viola; A. Morf clarinete; P. Borgonovo oboe; M. Rota corno (2 CD).
- Schumann: Lieder, sobre poemas de Heine, Lenau y Geibel. Con Wolfgang Holzmair barítono.
- Clara Wieck Schumann: Obras para piano.
- Schubert: Sonata para piano en sol mayor D.894, Impromptus D.899.
- Grieg: 66 Piezas líricas, Sonata Op. 7 (3 CD).
- Grieg: Sonatas para violín y piano. Sonata en fa mayor, Sonata en sol mayor, Sonata en do menor. Con Nicolás Chumachenco.
- Chopin: Nocturnos.
- Walzer. Brahms: 16 Walzer Op. 39; Chopin: 5 Valses; Liszt: Valse Impromptu, Mephisto Waltz n.º 1; Scriabin: Valse Op. 1, Valse Op. Post, Valse Op. 38.
- A piano recital for Italy, música de Liszt.
- A piano recital for the world's children, varios compositores (grabación en vivo).
- A piano recital for Venice, varios compositores.
- Brahms: Concierto para piano n.º 1, Chacona de Bach para la mano izquierda. Con Philharmonia Orchestra, dir. Dietrich Fischer-Dieskau.
- Schumann: Concierto para piano Op. 54, Konzerstücke Op. 92 (Introducción y allegro appassionato); Schön Hedwig Op. 106, Zwei Balladen para declamación y piano. Con Philharmonia Orchestra, Dietrich Fischer-Dieskau director y declamación (Daniel Levy's Edition. Un piano para la concordia).
- Schubert: Sonata para piano en si bemol mayor D.960, Moments musicaux D.780 (Daniel Levy's Edition. Un piano para la concordia).
- Brahms: Sonatas para violonchelo n.º 1 Op. 38 & n.º 2 Op. 99. Con Franco Maggio Ormezowski violonchelo (Daniel Levy's Edition. Un piano para la concordia).
- Alma argentina. Guastavino: Mariana, El ceibo, Bailecito, La siesta, Tres preludios: El patio, El sauce, Los gorriones, La casa, Tierra linda; Ginastera: Tres danzas argentinas, Milonga; Ramírez: Alfonsina y el mar; Gardel: El día que me quieras; Piazzolla: Tres preludios, Contrabajísimo (Daniel Levy's Edition - Un piano para la concordia).

### Grabaciones Nimbus Records
- Schumann: Música para piano Vol. 1. Davidsbündlertänze Op. 6, Kinderszenen Op. 15
- Schumann: Música para piano Vol. 2. Album für die Jugend Op. 68
- Schumann: Música para piano Vol. 3. Fantasiestücke Op. 12, Sonata n.º 2 Op. 22, Klavierstücke Op. 32
- Schumann: Música para piano Vol. 4. Gesänge der Frühe Op.133, Waldszenen Op. 82, Nachtstücke Op. 23
- Schumann: Música para piano Vol. 5. Carnaval Op. 9, Faschingsschwank aus Wien Op. 26, Arabeske Op.18

### Grabaciones Syntony
Los 7 Tonos de Equilibrio y Ecología Musical de la Mente:
- Vol. 1: Fuerza
- Vol. 2: Optimismo Positivo
- Vol. 3: Coraje
- Vol. 4: Entusiasmo
- Vol. 5: Alegría
- Vol. 6: Calma
- Vol. 7: Compasión
- Vol. 8: Ecología Musical de la Mente